# Кардашин, Алексей Владимирович
Алексе́й Влади́мирович Карда́шин (21 февраля 1921, Кардаши, Вятская губерния — 11 марта 1984, Обнинск, Калужская область) — советский военный, танкист. Подполковник. Участник Великой Отечественной войны. Герой Советского Союза (1945).

## Биография
Родился 21 февраля (по другим данным — 5 марта) 1921 года в деревне Кардаши (ныне — в Слободском районе Кировской области) в русской крестьянской семье. Окончил неполную среднюю школу и в 1937 году — школу ветеринарных фельдшеров. В 1940 году был призван в Красную Армию, служил в танковых войсках на Дальнем Востоке. Участник Великой Отечественной войны с октября 1941 года. В 1943 году окончил Пушкинское танковое училище. Принимал участие в боях на Волховском, Центральном, 1-м и 2-м Украинских, 1-м Белорусском фронтах. Член ВКП(б) с 1944 года. Особо отличился в боях на территории Германии, при форсировании реки Одер в апреле 1945 года.
В 1945 году был командиром танковой роты 48-й гвардейской танковой бригады 12-го гвардейского танкового корпуса 2-й гвардейской танковой армии 1-го Белорусского фронта, гвардии старшим лейтенантом.
15 апреля 1945 года танковая рота Кардашина форсировала реку Одер. Танкисты захватили и удерживали рубеж, отразив несколько мощных контратак противника. 19 апреля рота Кардашина первой ворвалась в немецкий населённый пункт Райхенберг (северо-восточнее города Букков). В этом бою гвардейцы уничтожили 1 самолёт, 4 пушки, 9 пулемётов, 70 солдат. Тяжело раненный в ноги Кардашин не вышел из боя и ещё час управлял ротой. День Победы встретил в госпитале.
Указом Президиума Верховного Совета СССР от 31 мая 1945 года за образцовое выполнение заданий командования и проявленные мужество и героизм в боях с немецко-фашистскими захватчиками гвардии старшему лейтенанту Кардашину Алексею Владимировичу присвоено звание Героя Советского Союза с вручением ордена Ленина и медали «Золотая Звезда» (№ 6755).
После войны продолжил службу в армии. В 1950 году прошёл курсы переподготовки политсостава Белорусского военного округа. В 1956 году окончил Харьковское танковое училище.
В 1959 году в звании подполковника вышел в запас. Жил до смерти в 1984 году в городе Обнинске Калужской области. Первый директор обнинского кинотеатра «Мир»; в 1965 году открывал мемориальную доску на Морозовской даче. Похоронен в Обнинске на Кончаловском кладбище.
Двоюродный брат жены Кардашина, Иван Одарченко, был моделью для скульптора Евгения Вучетича при воплощении образа воина-освободителя с мечом в одной руке и ребёнком на другой в монументе в берлинском Трептов-парке.

## Награды
- Медаль «Золотая Звезда» Героя Советского Союза
- Орден Ленина
- Орден Александра Невского (СССР)
- Орден Отечественной войны 2-й степени[2]

## Память

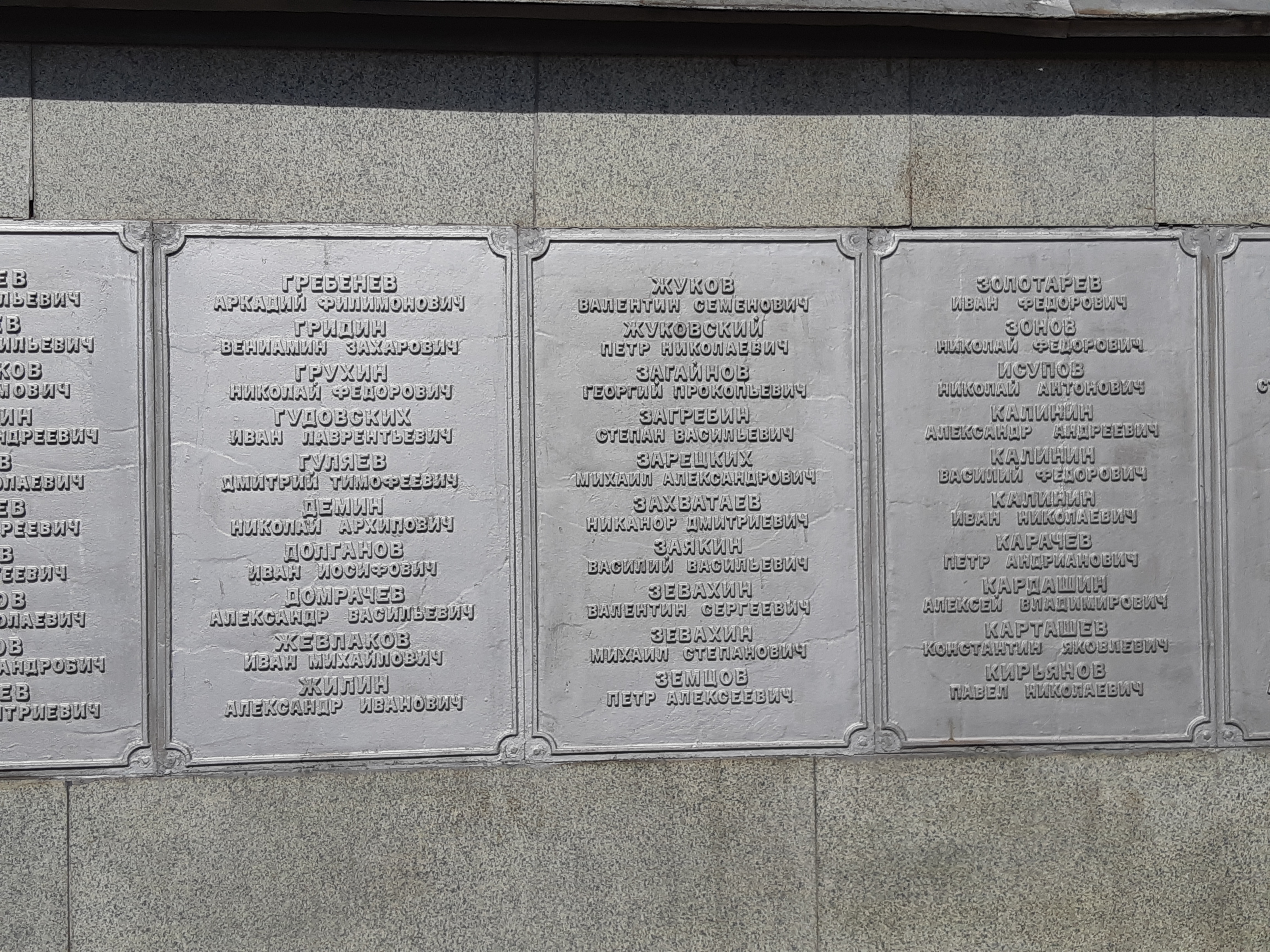
Имя Героя на мемориальной доске в парке Дворца пионеров г. Кирова

- Имя Героя увековечено на мемориальной доске в честь Героев Советского Союза — уроженцев Кировской области в парке Дворца пионеров города Кирова
- Имя Героя высечено золотыми буквами в зале Славы Центрального музея Великой Отечественной войны в Парке Победы города Москвы.
- На могиле героя установлен надгробный памятник.